# Negarnaviricota
Embranchement
Sous-embranchements de rang inférieur
- Haploviricotina
- Polyploviricotina

Cet article court présente un sujet plus développé dans : classification des virus.
Negarnaviricota est un embranchement (phylum en anglais, sur le modèle des embranchements biologiques) de la classification des virus introduit en 2018 par l'ICTV. En ce sens, il correspond au groupe V de la classification Baltimore, à quelques exceptions près (le virus de l'hépatite D, un virusoïde, n'appartient pas à cet embranchement). Il est à la racine de l'arbre phylogénétique regroupant tous les virus à ARN monocaténaire de polarité négative.

## Référence biologique
- (en) ICTV : Negarnaviricota  (consulté le 5 février 2021)